# Adamo Volume 2
Adamo Volume 2 è un album discografico del 1964 di Adamo.

## Tracce
Testi e musiche di Salvatore Adamo.
1. La Nuit – 3:20
2. A Vot' Bon Coeur – 2:15
3. Quand Les Roses – 2:30
4. J'ai Pas Demandé La Vie – 2:55
5. Petit Camarade – 2:45
6. Grand-Père, Grand-Mère – 2:20
7. Dolce Paola – 2:20
8. Les Filles De Bord De Mer – 2:55
9. Elle... – 3:05
10. Mauvais Garçon – 3:07
11. Si Jamais – 2:45
12. Le Grand Jeu – 2:30

Durata totale: 32:47